# Giuseppe Dermon
Giuseppe (Giusep) Dermon (* 27. November 1945) ist ein ehemaliger Schweizer Skilangläufer.

## Werdegang
Dermon, der für den SC Disentis startete und als Landwirt tätig war, nahm bis 1965 an Juniorenrennen teil. In der Saison 1967/68 siegte er beim Alpsteinlauf über 25 km, bei nationalen Rennen in Disentis und in Maloja und belegte bei den Schweizer Skimeisterschaften 1968 in Blonay den vierten Platz über 30 km. Anfang April 1968 errang er beim Tatra Cup in der Hohen Tatra den 32. Platz über 15 km. In der folgenden Saison lief er beim internationalen Staffellauf in St. Moritz auf den sechsten Platz und bei den Militärweltmeisterschaften 1969 in Andermatt auf den fünften Platz mit der Staffel und auf den 11. Rang im Patrouillenlauf. Im folgenden Jahr holte er bei den Schweizer Skimeisterschaften mit Bronze über 30 km seine einzige Medaille bei Schweizer Meisterschaften. Zudem wurde er dabei Sechster über 50 km. Nach Platz sechs in St. Moritz zu Beginn der Saison 1970/71 mit der Schweizer Staffel wurde er bei den Schweizer Skimeisterschaften 1971 Achter über 15 km und Fünfter über 50 km. In der Saison 1971/72 startete er im B-Kader und errang bei den Schweizer Skimeisterschaften 1972 den achten Platz über 30 km und wurde daraufhin für die Olympischen Winterspiele 1972 in Sapporo nominiert, wo er den 26. Platz über 50 km belegte. Nach der Saison 1971/72 trat er aus dem B-Kader aus und nahm darauf in den folgenden Jahren an nationalen Rennen teil. Dabei kam er bei Schweizer Meisterschaften 1973 auf den sechsten Platz über 50 km, 1974 auf den achten Rang über 50 km, 1975 auf den zehnten Platz über 50 km und 1976 auf den neunten Rang über 50 km.